# Gerben Karstens
Gerben Karstens (n. 14 ianuarie 1942, Voorburg⁠(d), Olanda de Sud, Țările de Jos – d. 8 octombrie 2022, Dongen, Brabantul de Nord, Țările de Jos) a fost un ciclist de performanță ce a reprezentat Regatul Țărilor de Jos, medaliat olimpic. A participat la o ediție a Jocurilor Olimpice (1964) în care a câștigat o medalie de aur.